# Ruine Berg
Die Ruine Berg ist der Rest einer Höhenburg im Stadtgebiet von Stuttgart in Baden-Württemberg.

## Geografische Lage
Die Burg lag auf einer Bergzunge etwa 220 Meter über NN. An ihrer Stelle steht heute die Berger Kirche, Klotzstraße, im Stadtteil Stuttgart-Berg.

## Geschichte
Die Burg wurde im 12. Jahrhundert von den Herren von Berg als Stammsitz erbaut. Die älteste erhaltene Erwähnung stammt aus der ersten Hälfte des 13. Jahrhunderts. Einige Angehörige der Familie sind aus alten Urkunden namentlich bekannt: Im Hirsauer Codex werden ein Diemo und ein Reginhard von Berge erwähnt. Ein Ritter Wolfram von Berge (Wolframmus miles de Berge) wird 1241 genannt. Nach Otto von Alberti waren die Herren von Berg mit den Herren von Altenburg und derer von Brie verwandt und sollen deshalb ähnliche Wappen geführt haben. Im Jahr 1291 wurde die Burg Berg (Castra in Berge) letztmals erwähnt. Sie wurde im selben Jahr zerstört.

## Bauten
Reste der Ringmauer sind erhalten. Sie dienten seit 1311 als Kirchenmauer. In der Mitte der nördlichen Ringmauer befand sich ein Wohnturm mit den Maßen 9,5 mal 10,5 Meter und einer Wandstärke von etwa 1,2 Meter.

## Wissenswertes
Neben dieser Burganlage bestand noch die Wasserburg Berg im Ort. Sie stand im Bereich des Mineralbades Berg, bei dessen Bau Grundmauern eines quadratischen Wohnturmes gefunden wurden.

Bilder
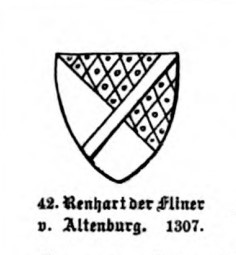
Wappen des Reinhart Fleiner von Altenburg (1307)
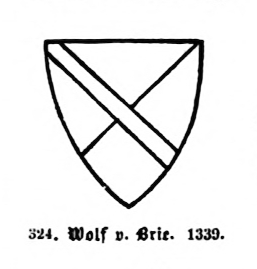
Wappen des Wolf von Brie. Für eine Verwandtschaft spricht sowohl die räumliche Nähe der Burgen als auch das ähnliche Wappen
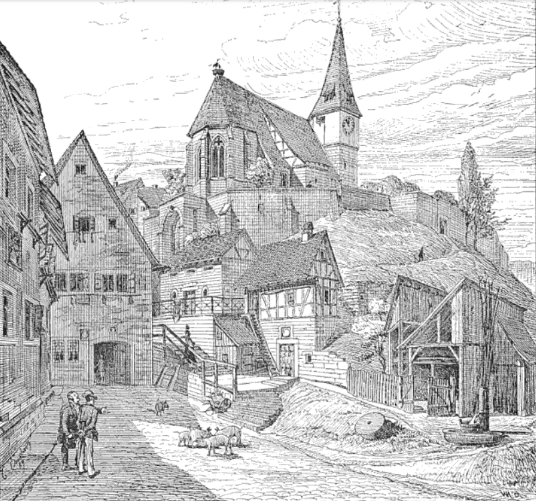
Ansicht von Carl Beisbarth (um 1850)